# ابوالفضل جهاندار
ابوالفضل جهاندار عضو شورای عمومی دفتر تحکیم وحدت و عضو سابق انجمن اسلامی دانشگاه علامه طباطبائی است که از ۲۹ مرداد ۱۳۸۵ توسط وزارت اطلاعات به همراه سعید درخشندی بازداشت و زندانی شدند.
اتهامات اولیه ایشان مواردی همچون داشتن ایمیل محرمانه، برنامه‌ریزی برای تسخیر صدا و سیما، رابطه نامشروع از طریق داشتن عکس یادگاری دسته جمعی با دانشجویان و … عنوان شد اما پس از چندی اتهام ایشان به اقدام علیه امنیت ملی تغییر کرد. وی در اسفند همان سال به سه سال زندان محکوم شد. پس از اعتراض وکلا، دادگاه تجدید نظر حکم صادر شده را مجدداً تأیید کرد.
وی یکسال بعد در دادگاه دیگری به اتهام توهین به رئیس جمهور(محمود احمدی نژاد) و شورای نگهبان به سه ماه حبس محکوم گردید.
وی پس از یکسال به بهداری زندان اوین مراجعه کرد. به گفته پزشکان زندان وی دچار فرسودگی مهره‌های کمر شده‌ بود.